# Anka Wolbert
Anka Wolbert (10 juni 1963), ook Anke Wolbert, is een Nederlandse artiest, bekendst voor haar werk met Clan of Xymox.

## Muzikale carrière

### Clan of Xymox
Anka Wolbert startte de band Xymox met Ronny Moorings in 1981 en ze brachten hun eerste mini-album Subsequent Pleasures uit in eigen beheer in 1983. Pieter Nooten werd betrokken als derde songwriter vlak na deze release.
Met de naam Xymox verlengd tot Clan of Xymox tekenden zij een contract bij het onafhankelijke Britse label 4AD en brachten zij hun debuutalbum Clan of Xymox uit in 1985. Het nummer 7th Time, gezongen door Anka Wolbert, werd opgepikt door John Peel, en leidde tot twee opnames bij de John Peel sessions voor de BBC-radio, in juni en november 1985. Peel omschreef Xymox donkere en melancholische geluid als 'darkwave'.
In 1986 bracht Clan of Xymox zijn tweede album Medusa uit bij 4AD. Het album werd omschreven door Sounds Magazine als  'an overriding achievement  … every track sounds like the finale to a brooding epic overture', met het nummer Masquerade (geschreven en gezongen door Wolbert) beschreven als 'an elegant ballad with her bass high in the mix and scored with strings'.  Wolbert en Moorings verhuisden naar Londen en de band toerde in de Verenigde Staten en Europa. Het Amerikaanse succes groeide en leidde tot het vertrek van Clan of Xymox bij 4AD en een nieuw wereldwijd platencontract bij PolyGram in New York.
Met de groepsnaam opnieuw afgekort tot Xymox werd het derde album Twist of Shadows uitgebracht door PolyGram (NYC) in 1989. In Amerika leidde dit tot een cultstatus voor de band met veel steun van college-radiostations en uitverkochte zalen op hun livetours. Twee singles van het album Twist of Shadows, Blind Hearts en Obsession, bereikten de US Billboard charts. De derde single, Imagination, geschreven en gezongen door Anka Wolbert, bracht de band het meeste succes. Het kwam op nr. 85 in de Amerikaanse Billboard Hot 100, wat veel top 40-radio-airplay genereerde in Amerika. De muziekvideo was geregeld op MTV te zien. Vlak na het uitbrengen van hun vierde album Phoenix bij PolyGram in 1991, verhuisde Wolbert van Londen naar New York, Polygrams hoofdkwartier.
Wolbert verliet Xymox in 1992.

### Solocarrière en samenwerkingsverband
In 1993 werkte Wolbert samen met Toni Halliday van de band Curve aan een nieuw album onder de bandnaam Bud. Wolbert tekende een platencontract bij Anxious Records van Dave Stewart van de Eurythmics. Alhoewel het Bud-album niet werd uitgebracht, werd materiaal dat was geschreven voor dit album in 1994 gebruikt voor de band Vaselyn.
Wolbert keerde terug bij 4AD en tekende er een development deal in 1994. Pieter Nooten voegde zich bij Vaselyn als medeschrijver en muzikant in 1995. In 1996 tekende Vaselyn een wereldwijde deal met EMI Music, onder het sublabel The Enclave, in New York. In 1997 besloot EMI dit label samen te voegen met Virgin Records waardoor getekende artiesten in onzekerheid kwamen te verkeren, waaronder Vaselyn, en Wolbert besloot de muziekindustrie tijdelijk vaarwel te zeggen.
Wolbert bracht haar eerste soloalbum Cocoon Time uit in 2006 bij I-Rain Records, gecoproduceerd door Pieter Nooten. Slug Magazine recenseerde het album als 'exotic, atmospheric pop with an edge' en 'a triumphant return'. Textura Magazine schreef dat het album 'impresses as a splendid and oft-intoxicating collection of classic songwriting, romantic mood-sculpting, and earthy vocalizing.' Muziekmagazine OOR classificeerde het album als 'oprechte pop' en 'met sterke melodieën en een opvallende tekstuele diepgang vol oprechtheid over de liefde, het rock-and-roll-leven, seks, verslavingen en op de vlucht slaan'.  Chain D.L.K. beschreef het als volgt: 'A hypnotic masterpiece. Anka's songwriting skills have proven to be the best even since the Xymox-era of what she had to display."
In datzelfde jaar coproduceerde Wolbert Pieter Nootens soloalbum Ourspace, ook uitgebracht door I-Rain Records. Wolbert en Nooten produceerden samen tevens Sophie Zeyls album Running Two Ways, eveneens uitgebracht op I-Rain Records in 2006.
Anka Wolbert woont in Londen en werkt nu als webdeveloper.

## Discografie

### Met Clan of Xymox

#### Studioalbums
- Clan of Xymox (album) (4AD London, 1985)
- Medusa (4AD London, 1986)
- Twist of Shadows (Polygram NYC, 1989)
- Phoenix (Polygram NYC, 1991)

#### Singles/ep's
- Subsequent Pleasures (vinyl 12", self-release, 1983; re-release Dark Entries Records US, 2014)
- "A Day" (12", 4AD UK, 1986)
- "A Day/Stranger" (12", 4AD UK, 1985)
- "Louise" (7", Megadisc NL, 1986)
- "Muscoviet Musquito" (promotional 7", Virgin France 1986)
- "Blind Hearts" (12", 4AD/Rough Trade UK, 1987)
- "Blind Hearts" (12", PolyGram US, 1989)
- "Obsession" (12", PolyGram US, 1989)
- "Imagination" (12" en cd-single, PolyGram US, 1989)
- "Phoenix" (cd en lp, Wing/Polydor US, 1991)
- "Phoenix of My Heart" (maxi-cd en 12", Wing/Polydor US, 1991)
- "At the End of the Day" (maxi-cd en 12", Wing/Polydor US, 1991)

### Als Anka Wolbert

#### Studioalbum
- Cocoon Time (I-Rain, 2006)